# Rachel Green
Rachel Karen Green (5 mei 1970) is een hoofdpersonage en een van de 'friends' uit de Amerikaanse sitcom Friends, gespeeld door Jennifer Aniston.

## Achtergrond
Rachel verschijnt in de eerste ('pilot') aflevering van Friends, terwijl ze koffiehuis Central Perk binnen rent in een natte trouwjurk, zoekend naar haar oude vriendin Monica Geller, met wie ze sinds middelbareschooltijd niet of nauwelijks meer contact heeft gehad. Rachel, in tegenstelling tot Monica, was populair op de middelbare school en had veel vriendjes. Dit wordt in de serie vaak op een komische manier duidelijk gemaakt. Rachel verliet haar beoogde bruiloft met Barry Farber toen ze erachter kwam dat ze meer verlangde naar een van haar trouwcadeaus dan naar Barry. Rachel was op dat moment emotioneel nog niet klaar voor de volwassenheid.
Rachel had op dat moment nog nooit een baan gehad en had geleefd van het geld van haar vader. Monica en de rest van de Friends zorgen ervoor dat Rachel een nieuw leven begint in New York. In de loop van de serie wordt ze van een verwend typisch papa's-kindje meer onafhankelijk. Rachels ouders zijn rijk en keuren haar leven in de stad over het algemeen af. Haar moeder, gespeeld door Marlo Thomas, is overdreven snobistisch. Haar vader, Dr. Leonard Green (een rol van Ron Leibman), is een starre en intimiderende man die zich erg negatief tegenover haar vriend Ross opstelde toen Rachel en hij met elkaar uitgingen. In vergelijking met haar zussen is Rachel een ontwikkelde Green-dochter. Haar zus Amy (gespeeld door Christina Applegate) is onbeleefd, terwijl jongere zus Jill (gespeeld door Reese Witherspoon) verwend is.
Rachels eerste baantje is bij Central Perk, het koffiehuis waar Friends zich voornamelijk afspeelt. In het derde seizoen van de serie stopt ze met serveren en vindt ze een baan in de modewereld. Dit leidde uiteindelijk tot een baan als persoonlijke assistent bij Bloomingdale's. Later wordt ze inkoper voor Ralph Lauren.
Ze heeft in seizoen 6 een mislukt huwelijk met Ross. Ze trouwden toen ze stomdronken waren in Vegas. Ross zou een nietigverklaring regelen, maar deed dit toch niet omdat hij geen drie mislukte huwelijken wilde. Hij zei tegen Rachel dat hij deze wel geregeld had. Ze komt er uiteindelijk achter, waarna ze samen naar de rechtbank gaan om een nietigverklaring te krijgen. Als ze deze niet krijgen omdat Rachel het formulier onjuist invulde omdat ze immens boos was moeten ze scheiden.
Rachel heeft ook een kind genaamd Emma samen met Ross. In het ziekenhuis is ook te zien dat veel mensen Rachel haar naam fout schrijven. Haar naam is namelijk Rachel Greene en niet Rachel Green. Emma wordt pas geboren in een van de laatste seizoenen, waardoor Emma niet lang te zien is in de serie.

## Woonplaats
Rachel is gedurende de serie verschillende malen verhuisd.
- Seizoen 1-6: met Monica in het grote appartement. Eerst tijdelijk verhuisd door een weddenschap met Chandler en Joey, daarna definitief omdat Chandler en Monica gingen samenwonen.
- Seizoen 4: met Monica in het kleine appartement. Omwille van een weddenschap ruilden ze met Joey en Chandler, later stalen ze het grote appartement terug.
- Seizoen 6: met Phoebe in een ander appartement. Hier omdat Chandler en Monica wilden samenwonen, later weer verhuisd door brandschade.
- Seizoen 6-10: met Joey in het kleine appartement. Hier doordat er brandschade was in het vorige appartement. Later zal ze weer even verhuizen, maar uiteindelijk komt ze weer terug.
- Seizoen 8-9: met Ross in het appartement aan de overkant van de straat. Ross mist te veel van de zwangerschap van Rachel, maar het samenwonen werkt niet dus gaat Rachel terug naar Joey.

## Trivia
- Rachels lievelingsfilm is Weekend at Bernie's.
- Rachels achternaam wordt herhaaldelijk als Greene gespeld.
- De verloofde van Rachel in het begin van de serie, Barry, heeft verschillende achternamen: de ene keer Finkel, dan weer Farber.
- Rachels sterrenbeeld is Stier.
- Haar haarstijl werd wereldwijd gekopieerd en werd bekend als 'The Rachel'.
- Rachel ruilt de meeste gekregen cadeaus in.
- Rachel heeft met alle andere Friends gezoend. Met Chandler toen hij op de universiteit zat, met Joey toen ze een relatie hadden en met Ross ongeveer elk seizoen. Ze heeft met Monica gezoend om hun appartement terug te krijgen en ze heeft met Phoebe gezoend omdat ze wilde weten of Rachel goed kon zoenen.
- Ze heeft met nog een andere vrouw gezoend toen ze op de universiteit zat.
- Baby Emma Geller-Green is het gevolg van een "bonusavond".

Bedenkers: Marta Kauffman · David Crane 

Friends: Rachel Green (Jennifer Aniston) · Monica Geller (Courteney Cox) · Ross Geller (David Schwimmer) · Phoebe Buffay (Lisa Kudrow) · Chandler Bing (Matthew Perry) · Joey Tribbiani (Matt LeBlanc)

Nevenpersonages: Gunther (James Michael Tyler) · Janice Litman-Goralnick (Maggie Wheeler) · Mike Hannigan (Paul Rudd) · Ben Geller (Cole Sprouse) · Jack Geller (Elliott Gould) · Judy Geller (Christina Pickles)

Titelsong: The Rembrandts - I'll Be There for You 

Spin-off: Joey (afleveringen)

Overig: Central Perk · gastrollen · afleveringen